# Химна Сомалиланда
Живи дуго у миру (сом. Samo ku waar, енгл. Long life with peace) назив је за националну химну Сомалиланда, самопроглашене републике која је међународно призната као аутономни регион Сомалије.

## Историја
Текстописац и композитор националне химне Сомалиланда јесте Хасан Шеик Мумин, познати сомалски драматург и композитор. Национална химна је прихваћена 1997. године и пева се на сомалском језику.